# Glypta trilineata
Glypta trilineata là một loài tò vò trong họ Ichneumonidae.